# Người Kurd ở Thổ Nhĩ Kỳ

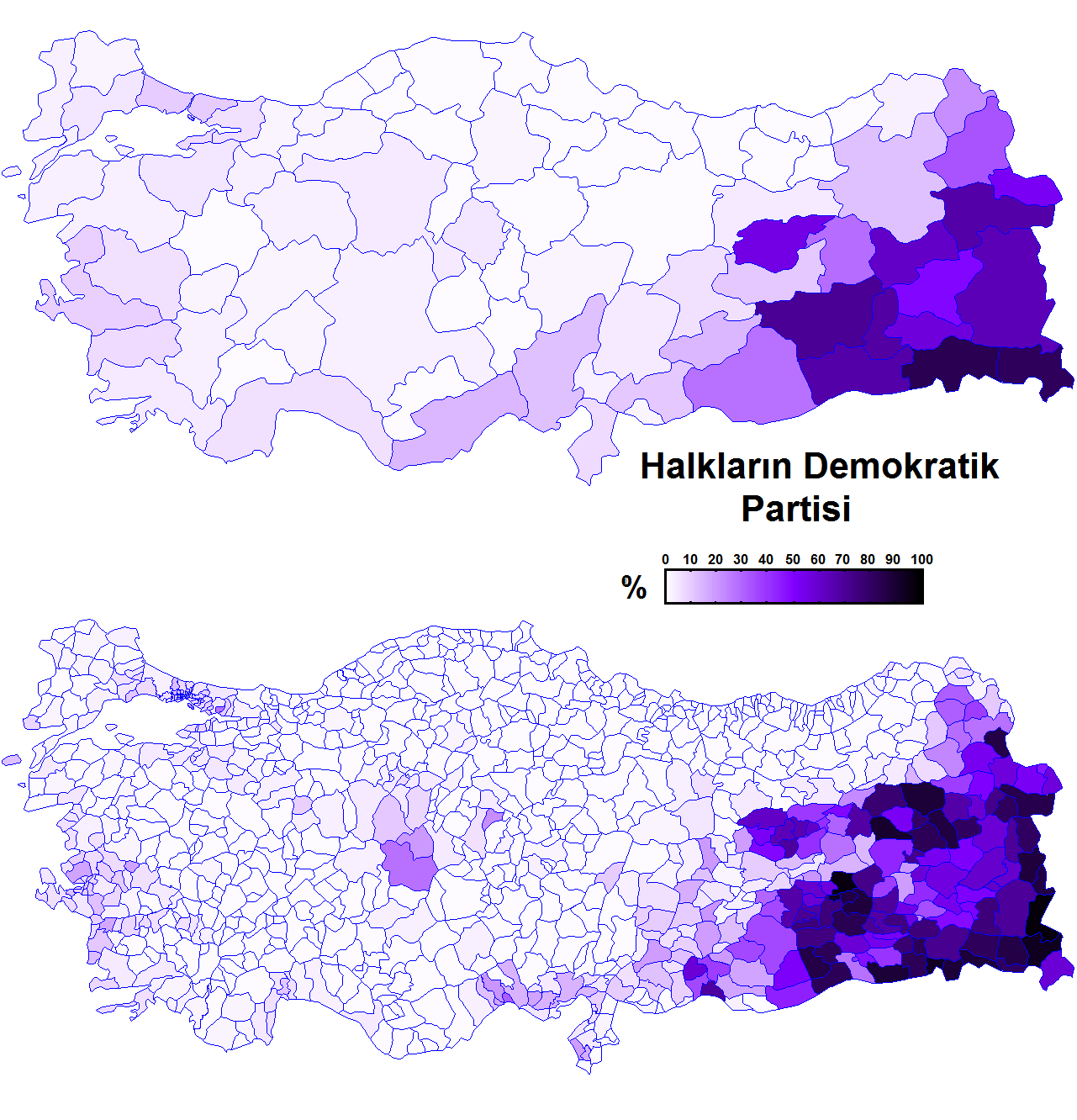
Kết quả của Đảng HDP tại cuộc tổng tuyển cử của Thổ Nhĩ Kỳ, tháng 11 năm 2015

Người Kurd ở Thổ Nhĩ Kỳ là dân tộc thiểu số lớn nhất ở Thổ Nhĩ Kỳ. Theo các ước tính khác nhau, họ tạo thành từ 15% đến 20% dân số Thổ Nhĩ Kỳ. Không giống như người Thổ Nhĩ Kỳ, người Kurd nói tiếng Indo-châu Âu. Có người Kurd sống ở các tỉnh khác nhau của Thổ Nhĩ Kỳ, nhưng họ chủ yếu tập trung ở phía đông và đông nam của nước này, trong khu vực được người Kurd coi là miền Bắc Kurdistan.
Các cuộc thảm sát, như cuộc nổi dậy Dersim và cuộc tàn sát Zilan, đã xảy ra thường xuyên chống lại người Kurd kể từ khi nước Cộng hoà Thổ Nhĩ Kỳ được thành lập vào năm 1923. Chính phủ Thổ Nhĩ Kỳ phân loại người Kurd là "người Thổ miền núi" cho đến năm 1991, và những chữ "Kurd", "Kurdistan", hay "Kurdish" chính thức bị cấm bởi chính phủ Thổ Nhĩ Kỳ . Sau cuộc đảo chính quân sự năm 1980, ngôn ngữ người Kurd bị chính thức cấm trong đời sống công cộng và tư nhân . Nhiều người nói, xuất bản, hoặc hát bằng tiếng Kurdish đã bị bắt và bị bỏ tù. Ở Thổ Nhĩ Kỳ, việc sử dụng tiếng Kurd là một ngôn ngữ giảng dạy ở cả trường công lập và tư thục là điều bất hợp pháp. Ngôn ngữ người Kurdish chỉ được phép làm một môn học trong một số trường học.
Kể từ những năm 1980, các phong trào người Kurd bao gồm cả các hoạt động chính trị ôn hòa cho các quyền dân sự cơ bản đối với người Kurd ở Thổ Nhĩ Kỳ cũng như cuộc nổi dậy vũ trang và chiến tranh du kích, bao gồm các cuộc tấn công quân sự chủ yếu ở các căn cứ quân sự Thổ Nhĩ Kỳ, yêu cầu trước hết một nước Kurd riêng và sau đó quyền tự quyết cho người Kurd . Theo một cuộc thăm dò dư luận của Thổ Nhĩ Kỳ do nhà nước bảo trợ, 59% người tự nhận là người Kurd ở Thổ Nhĩ Kỳ cho rằng người Kurd ở Thổ Nhĩ Kỳ không đòi hỏi một quốc gia riêng biệt (trong khi 71,3% người tự nhận là người Thổ Nhĩ Kỳ cho họ làm như vậy) 
Trong xung đột Kurdish-Thổ Nhĩ Kỳ, cấm vận thực phẩm đã được ban ra tại các làng và thị trấn Kurdish . Có nhiều trường hợp người Kurd bị các lực lượng an ninh Thổ Nhĩ Kỳ trục xuất khỏi làng của họ một cách cưỡng bức Nhiều ngôi làng được tường thuật bị đốt cháy hoặc bị phá hủy.. Trong suốt những năm 90 và đầu những năm 2000, các đảng chính trị đại diện cho quyền lợi người Kurd đã bị cấm . Vào năm 2013, một cuộc ngưng bắn đã chấm dứt bạo lực hiệu quả cho tới tháng 6 năm 2015, khi sự thù địch giữa PKK và chính phủ Thổ Nhĩ Kỳ lại hồi phục lại liên quan đến sự tham gia của Thổ Nhĩ Kỳ vào cuộc Nội chiến ở Syria. Bạo lực đã được tường thuật rộng rãi chống lại người dân thường Kurdish và trụ sở chính và các chi nhánh của Đảng Dân chủ Nhân quyền Kurdish đã bị tấn công bởi đám đông phá phách.